# Мишель Вальян: Жажда скорости
«Мишель Вальян: Жажда скорости» (фр. Michel Vaillant) — художественный фильм Луи-Паскаля Кувлера, поставленный по мотивам комиксов Жана и Филиппа Гратонов о гонщиках («Мишель Вальян»).

## Сюжет
Между командами гонщиков «Вальян» и «Лидер» идёт давняя ожесточённая борьба. Всё решит последняя гонка 24 часа Ле-Мана. Перед квалификацией «Лидер» пытаются сорвать участие соперника в заезде, сбив с дороги фуру, перевозившую машины к началу квалификации, но план не увенчался успехом и Мишель с товарищем по команде доехал вовремя. Отчаявшись, «Лидер» похищают отца Мишеля Вальяна и требуют проиграть гонку. В противном случае Вальян-старший будет убит. Главного героя разрывает дилемма между жизнью отца и честью команды и он решает осуществить рискованный план: успеть спасти отца за время гонки. Мишель Вальян и его команда находят логово похитителей и Вальян со своей девушкой и Стивом Уорсоном спасает отца, в то время как второй пилот их команды находится за рулем болида. После того, как Вальян-старший был доставлен в бокс команды, Мишель старается победить, заняв место Стива Уорсна во время смены пилотов, и у самой финишной черты настигает и обгоняет машину соперников, заглохшую за несколько метров от черты. Пилот «Лидеров» пытался дотолкать свой болид, но не успел, и машина «Вальяна», с пробитым колесом, обогнала его на последних сантиметрах.

## В ролях
- Сагамор Стевенен — Мишель Вальян
- Питер Янгблад Хиллз — Стив Уорсон
- Диана Крюгер — Джули Вуд
- Жан-Пьер Кассель — Анри Вальян, отец Мишеля
- Беатрис Ажнан — Элизабет Вальян, мать Мишеля
- Филипп Бас — Жан-Пьер Вальян, брат Мишеля